# 岐阜県道406号久保原阿木線
岐阜県道406号久保原阿木線（ぎふけんどう406ごう くぼはらあぎせん）は、岐阜県恵那市から同県中津川市に至る一般県道である。

## 概要

### 路線データ
- 起点：岐阜県恵那市山岡町久保原（国道418号交点）
- 終点：岐阜県中津川市阿木寺領（岐阜県道407号阿木大井線交点）

## 沿革
- 1977年（昭和52年）2月27日 ： 認定[1]

## 地理

### 通過する自治体
- 岐阜県
  - 恵那市
  - 中津川市

### 接続する道路
- 国道418号（恵那市山岡町久保原地内）
- 国道257号（恵那市岩村町飯羽間地内で重複）
- 岐阜県道407号阿木大井線（中津川市阿木寺領地内）

### 周辺
- 明知鉄道明知線
  - 極楽駅
  - 飯羽間駅
  - 阿木駅